# Zinkensdamm
Zinkensdamm – podziemna stacja sztokholmskiego metra, leży w Sztokholmie, w Innerstaden, w części Södermalm, w Zinkensdamm. Na czerwonej linii metra T13 i T14, między Hornstull a Mariatorget. Dziennie korzysta z niej około 6 400 osób.
Stacja znajduje się na głębokości 19 m bezpośrednio pod Brännkyrkagatan. Posiada jedno wyjście zlokalizowane Ringvägen 6 na rogu z Brännkyrkagatan.
Otworzono ją 5 kwietnia 1964 jako 49. stację w systemie wraz z odcinkiem T-Centralen-Örnsberg. Posiada jeden peron. Stacja została zaprojektowana przez Olova Blomkvista.

## Sztuka
- Obraz na końcu peronu w kierunku Fruängen/Norsborg, Göran T. Karlsson, 1991
- Obraz na końcu peronu w kierunku Ropsten/Mörby centrer, John Stenborg, 1991
- John Stenborg, 2003
  - Ceramiczne ściany peronu
  - Betonowa mozaika na podłodze
  - Ceramiczne ławki na zewnątrz stacji
- Serie obrazów na ścianach peronu, Tomas Nordberg, 2006

## Czas przejazdu
| Linia | Stacja        | Czas przejazdu | Stacja                                                    | Czas przejazdu                |
| T13   | Ropsten       | 15 min         | Liljeholmen Slussen Gamla stan T-Centralen Östermalmstorg | 4 min 3 min 5 min 7 min 9 min |
| T13   | Norsborg      | 30 min         | Liljeholmen Slussen Gamla stan T-Centralen Östermalmstorg | 4 min 3 min 5 min 7 min 9 min |
| T14   | Fruängen      | 12 min         | Liljeholmen Slussen Gamla stan T-Centralen Östermalmstorg | 4 min 3 min 5 min 7 min 9 min |
| T14   | Mörby centrum | 22 min         | Liljeholmen Slussen Gamla stan T-Centralen Östermalmstorg | 4 min 3 min 5 min 7 min 9 min |

## Otoczenie
W otoczeniu stacji znajdują się:
| - Wirwachs malmgård - Globala gymnasiet - Zinkensdamms idrottsplats - Mariaskolan - Tanto bollpan - Tantolunden - Drakenbergsparken | - Skinnarviksparken - Bysistarpparken - Målerimuseum - Munchenbryggeriet - Sverige Balettskolan - Riddarfjärdsskolan - Änghästparken |